# Пінол (Каліфорнія)
Пінол (англ. Pinole) — місто (англ. city) в США, в окрузі Контра-Коста штату Каліфорнія. Населення — 19 022 особи (2020).

## Географія
Пінол розташований за координатами 38°0′6″ пн. ш. 122°19′7″ зх. д. / 38.00167° пн. ш. 122.31861° зх. д. (38.001702, -122.318488).  За даними Бюро перепису населення США в 2010 році місто мало площу 35,16 км², з яких 13,79 км² — суходіл та 21,37 км² — водойми. В 2017 році площа становила 30,46 км², з яких 13,22 км² — суходіл та 17,24 км² — водойми.

## Демографія
Згідно з переписом 2010 року, у місті мешкало 18 390 осіб у 6775 домогосподарствах у складі 4875 родин. Густота населення становила 523 особи/км².  Було 7158 помешкань (204/км²).
Расовий склад населення:
| - 46,2 % — білих - 22,9 % — азіатів - 13,4 % — чорних або афроамериканців - 0,8 % — корінних американців - 0,3 % — вихідців з тихоокеанських островів - 9,5 % — осіб інших рас |

До двох чи більше рас належало 6,9 %. Частка іспаномовних становила 21,8 % від усіх жителів.
За віковим діапазоном населення розподілялося таким чином: 20,5 % — особи молодші 18 років, 64,0 % — особи у віці 18—64 років, 15,5 % — особи у віці 65 років та старші. Медіана віку мешканця становила 42,6 року. На 100 осіб жіночої статі у місті припадало 90,6 чоловіків;  на 100 жінок у віці від 18 років та старших — 87,0 чоловіків також старших 18 років.
Середній дохід на одне домашнє господарство  становив 94 044 долари США (медіана — 72 149), а середній дохід на одну сім'ю — 103 491 долар (медіана — 79 129). Медіана доходів становила 59 304 долари для чоловіків та 55 353 долари для жінок. За межею бідності перебувало 7,8 % осіб, у тому числі 7,9 % дітей у віці до 18 років та 5,9 % осіб у віці 65 років та старших.
Цивільне працевлаштоване населення становило 9128 осіб. Основні галузі зайнятості: освіта, охорона здоров'я та соціальна допомога — 22,4 %, роздрібна торгівля — 12,1 %, науковці, спеціалісти, менеджери — 11,9 %.